# Francisco Fernández y González
Francisco Fernández y González (Albacete, 26 de noviembre de 1833-Madrid, 30 de junio de 1917) fue un escritor, filólogo, arabista, orientalista e historiador español, hermano del novelista Manuel Fernández y González y del jurista y también novelista Modesto Fernández y González. Fue catedrático en las Universidades de Granada y Madrid, decano de la Facultad de Filosofía y Letras y luego rector de la Universidad Central, miembro de número de las Academias de Historia, San Fernando y de la Lengua Española, senador en las legislaturas 1878-1885 y 1891-1892. Escribió sobre filosofía y estética, historia de España, historia del derecho, literatura y filología, así como estudios orientalistas y semíticos. 

## Biografía
Nació en Albacete en 1833, hijo de un comandante de caballería que se había distinguido en la Guerra de la Independencia, pero que fue perseguido por sus ideas liberales. Estudió en Valladolid la primera enseñanza y algo de latinidad con los escolapios (1845-1846), y continuó luego sus estudios en Madrid en el Instituto de San Isidro (1846-1849), obteniendo siempre la nota de sobresaliente y ganando premios cuando se daban. Más tarde (24 de octubre de 1850) fue nombrado alumno pensionado para la Escuela Normal de Filosofía, previa oposición a la que concurrieron noventa y seis aspirantes, de los cuales únicamente cuatro obtuvieron plazas para la sección de Filosofía y Letras. Cursó luego (1850-52) los años de estudios superiores de las últimas materias citadas, agregados (1852) a los de la Universidad Central bajo el rectorado del Marqués de Morante, y sirvió una de las plazas de profesor agregado en los institutos de Madrid: en el Instituto Noviciado, hoy llamado Cardenal Cisneros, tuvo a su cargo, en el curso de 1852 a 1853, la cátedra de Retórica y Poética.

### Trayectoria profesional
Concluidos los cuatro años de estudios que comprendía la Facultad de Filosofía y Letras, alcanzó el primer lugar en la calificación de los exámenes de mérito comparativo, que se verificaban anualmente para apreciar el aventajamiento de los pensionados. También había ganado premios anuales en las asignaturas cursadas en la Universidad, y conseguido la nota de sobresaliente en la licenciatura. Matriculose en las asignaturas del doctorado (1854), y explicó (1854-55) durante un curso la Historia crítica y filosófica de España en la Facultad de Filosofía y Letras, sustituyendo a Eugenio Moreno López, que se hallaba enfermo. A la vez se encargó de la enseñanza de la lengua griega en las facultades de Medicina y Farmacia. En virtud de oposición con el único pensionado que, además de Fernández y González, quedaba de 1850, fue designado en primer lugar para la primera cátedra de Psicología, Lógica y Ética que vacase en los institutos provinciales, y recibió poco después (16 de septiembre de 1855) el nombramiento de catedrático de la referida asignatura en el Instituto de Teruel. Leyó su tesis La idea de lo bello y sus conceptos fundamentales el 15 de noviembre de 1858 en la Universidad Central y se publicó en ese mismo año. Se casó con Isabel Amador de los Ríos, con quien tuvo dos hijos.
No llegó a tomar posesión porque, teniendo entonces el grado de doctor, cuyos estudios hizo de 1854 a 1855, firmó las oposiciones a la cátedra de Literatura general y española de la Universidad de Granada, fue por unanimidad propuesto en el primer lugar de la toma, y nombrado catedrático de dicha asignatura en 24 de octubre de 1856. En la universidad granadina concurrió a su cátedra hasta 1864, y encargado en comisión por el gobierno enseñó griego, literatura clásica y lengua arábiga en el mismo establecimiento literario. En el mismo período cumplió a satisfacción del claustro muchas comisiones que éste le había confiado, como fueron la redacción y lectura de un discurso inaugural, y otros de recepción; la reseña de las fiestas universitarias en ocasiones solemnes; la interpretación de inscripciones latinas y árabes; la inspección de institutos; la representación de la Universidad en la junta para catalogar monumentos artísticos; la catalogación de la biblioteca, &c. El Liceo o Academia provincial le eligió presidente para la sección de Ciencias filosóficas e individuo-secretario de los Juegos Florales. Fundó en 1860 una «Sociedad Histórica y Filológica de Amigos de Oriente» entre cuyos planes estaba la edición en castellano de obras «arábigas originales para servir al estudio de la historia y la literatura de los árabes españoles». Sólo vio la luz una Crónica de Al-Andalus, aunque en 1882, ya en Madrid, publicó un desconocido libro de caballerías árabe, el Libro de Alhadis, que localizó en un manuscrito escurialense junto a otras once «novelas árabes». Merced a los estudios publicados sobre Estética fue ascendido (1864) a catedrático de esta asignatura en la Universidad Central. Suprimido el estudio de la Estética del cuadro de asignaturas del período del doctorado siendo ministro de Fomento Severo Catalina (1867), Fernández y González fue nombrado catedrático de estudios superiores de Metafísica y ampliación de Psicología y Lógica; pero en 1868 le devolvieron la cátedra citada.

### Publicaciones
En Granada publicó el primer tomo de la España árabe, traducción directa del arábigo, con el texto trasladado al castellano de la Historia de España por Ibn Idhari. Imprimió también un Tratado de Estética, del cual sólo vio la luz la Metafísica de lo bello. Por este tiempo había publicado en Madrid, en las revistas tituladas La Razón y La Ibérica, tres trabajos: «Berceo o el poeta sagrado en la España cristiana del siglo XIII»; Biblioteca de autores árabes españoles, que se reimprimió aparte; «Lo sublime y lo cómico».
Fundó El Movimiento (1876) y colaboró además, entre otros periódicos y revistas, en El Eco Granadino, la Revista Meridional, La Época, La Revista de España, La España Moderna, la Revista de la Universidad de Madrid y el Boletín del Ateneo de Madrid.
En 1865 fue laureado con primer premio de la Academia de la Historia en el concurso abierto acerca del estado social y político de los mudéjares castellanos, siendo impresa al año siguiente la obra que presentó al concurso. La Academia Española premió (1867) la obra de Fernández y González titulada Historia de la crítica literaria, presentada al certamen de 1866. Fernández y González tomó posesión (noviembre de 1867) de la plaza de académico de la Historia, para la que fue elegido en virtud de sus trabajos históricos.
En la Revista de España publicó muchísimos estudios, distinguiéndose entre ellos algunos que podrían formar uno o varios volúmenes. Entre ellos se encontraron: 
- "La Escultura y Pintura en los pueblos de origen semítico"
- "Los moros que quedaron en España después de la expulsión de los moriscos"
- "Los establecimientos españoles y portugueses en África"
- "El mesianismo en España durante el siglo XVI", obra muy demandada en el extranjero.

En la Revista de la Universidad de Madrid insertó "Estudios clásicos en las Universidades españolas durante la época del Renacimiento"; "Naturaleza, fantasía y arte"; y en El Movimiento, revista científica y literaria que él solo publicó (1876) por espacio de un año, un erudito trabajo acerca de Lo ideal y sus formas. Por encargo de la Academia de la Historia corrigió y amplió la Biblioteca de Miguel Casiri, y fruto de la misma comisión fue la obra relativa a los últimos días del reino de Granada, que leyó en la Academia y se publicó en parte en La Ilustración Hispano Americana, con inclusión de datos tomados de obras arábigas no utilizadas antes y la traducción de un libro de caballería titulado Ben-Zeyyad-ben-Amir el de Quimera, respondiendo a la excitación de Fbeischer, de Viena, para que los arabistas de Europa y Asia investigasen si existía en alguna biblioteca un texto de novela caballeresca con escenas parecidas a las descritas por Ginés Pérez de Hita en su obra acerca de los Novelistas de la Europa meridional. La versión se publicó en el Museo Nacional de Antigüedades; el texto arábigo se guarda en la Biblioteca Escurialense.
Al mismo autor se deben las Instituciones jurídicas de pueblo de Israel en los diferentes estados de la Península ibérica, desde su dispersión en tiempo del emperador Adriano hasta los principios del siglo XVI (Madrid 1880, tomo I, en 4º); esta obra forma parte de la Biblioteca de Legislación y Jurisprudencia.
Fernández y González tomó posesión en 1881 de la plaza de académico de número de la Real Academia de Artes de San Fernando, para la que había sido designado muchos años antes. Después insertó en el Boletín de la Academia de la Historia la interpretación de los facsímiles de tres manuscritos rabínicos conservados en la biblioteca de la Academia, y señalados como ilegibles o de idiomas desconocidos por profesores de hebreo que los habían examinado. En el mismo Boletín publicó el texto rabínico y aljamiado del Ordenamiento de las aljamas hebreas de Castilla, especie de cortes o asambleas religioso administrativas autorizadas por los reyes; el Ordenamiento está interpretado e ilustrado por larga introducción, notas y apéndices, trabajos todos debidos a Fernández y González: existe de esta obra una edición aparte. La Revista moderna dio a conocer en 1889 un Estudio numismático-histórico sobre las medallas llamadas de Agila II y los hijos de Witiza, según los textos árabes. En este último año Fernández y González, autor de dicho trabajo, fue elegido individuo de número, de la Academia Española.
En 1890 publicó el tomo primero de los Primeros pobladores históricos de la Península Ibérica, que forma parte de la colección monográfica de Historia de España publicada en Madrid bajo la dirección de Antonio Cánovas del Castillo. Habiendo cursado en Granada la Facultad de Derecho, pudo ejercer la abogacía en Madrid durante muchos años. En la Universidad Central leyó el discurso de apertura del curso de 1869-70. Senador por la Universidad de Valladolid desde 1878 a 1885, pronunció un gran número de discursos, señalándose entre otros uno sobre la Historia del Jurado y su representación en la vida de los pueblos antiguos; muchas defensas del profesorado y sus intereses, y algunas interpelaciones sobre abusos administrativos.

## Obras
- Influencia del sentimiento de lo Bello como elemento educador en la historia humana. Discurso leído en la solemne apertura del curso académico de 1856 a 1857 en la Universidad Literaria de Granada, Imprenta de D. Juan María Puchol, Granada 1856, 36 páginas.
- La idea de lo bello y sus conceptos fundamentales: disertación leída en la Universidad Central por D. Francisco Fernández González, licenciado en Filosofía y Letras, al recibir la investidura de doctor en la misma Facultad, Imprenta de Manuel Galiano, Madrid 1858, 59 págs.
- Historias de Al-Andalus, por Aben-Adharí de Marruecos, traducidas directamente del arábigo y publicadas con notas y un estudio histórico-crítico por el doctor..., Imprenta de Francisco Ventura y Sabatel, Granada 1860, 344 págs.
- Plan de una biblioteca de autores árabes españoles, o estudios biográficos y bibliográficos para servir a la historia de la literatura arábiga en España, Imprenta de Manuel Galiano, Madrid 1861, XIII + 73 págs. • Edición en microficha: Pentalfa Microediciones, Oviedo 1983.
- Elogio fúnebre del Doctor Don Francisco Martínez de la Rosa, leído en la Universidad Literaria de Granada ante el claustro público reunido en su honra en el salón de actos de la misma, después de las exequias solemnes celebradas por su alma el 15 de febrero de 1862, Imprenta de D. Francisco Ventura y Sabatel, Granada 1862, 27 págs.
- Estado social y político de los mudéjares de Castilla, considerados en sí mismos y respecto de la civilización española, Real Academia de la Historia, Madrid 1866, 456 páginas (Obra premiada por la Real Academia de la Historia en el concurso de 1865 y publicada a sus expensas). • Facsímil: Hiperión, Madrid 1985, 456 págs.[4] (con un prólogo de Mercedes García-Arenal.)
- Historia de la crítica literaria en España, desde Luzán hasta nuestros días, con exclusión de los autores que aún viven, Memoria premiada por la Real Academia Española, Madrid 1867, 73 págs.
- Discursos leídos en la sesión inaugural de la Sociedad Antropológica Española, verificada el 21 de febrero de 1869, por el socio titular fundador don Francisco Fernández González y el secretario don Francisco de Asís Delgado Jugo, Establecimiento tipográfico de T. Fortanet, Madrid 1869, 53 págs.
- Discurso leído en la solemne inauguración del curso académico de 1869 a 1870 en la Universidad Central («De la acción que atañe al Estado sobre el negocio de la enseñanza en armonía con la índole de nuestra edad y la condición presente de la cultura española»), Imprenta de José M. Ducazcal, Madrid 1869, 37 págs.
- Reseña histórica de la solemne regia apertura de la Universidad Central en el curso académico de 1875 a 1876, Universidad Central, Madrid 1876, 31 págs.
- Prólogo y comentarios en la parte relativa a España, de Teodoro Mommsen, Historia de Roma, traducida por A. García Moreno, Francisco Góngora, Madrid 1876.-1877.
- Crónica de los reyes francos, por Gotmaro II, Obispo de Gerona, publicada y precedida de un estudio histórico, Imprenta de Fortanet, Madrid 1880, 21 págs.
- [«Influencia de lo real y de lo ideal en el arte»] Discursos leídos ante la Real Academia de Bellas Artes de San Fernando en la recepción pública de D. Francisco Fernández y González, el 12 de junio de 1881, Imprenta de Fortanet, Madrid 1881, 74 págs. (Desde la página 51 la contestación de Pedro de Madrazo.)
- Instituciones jurídicas del pueblo de Israel en los diferentes Estados de la Península Ibérica desde su dispersión en tiempo del emperador Adriano hasta los principios del siglo XVI, Imprenta de la Revista de Legislación, Madrid 1881, tomo 1 (Introducción histórico-crítica). [único publicado, aunque se anunciaban tres tomos] • Facsímil: Librerías París-Valencia, Valencia 1998.[5]
- Ordenamiento formado por los procuradores de las aljamas hebreas, pertenecientes al territorio de los estados de Castilla, en la asamblea celebrada en Valladolid el año 1432: texto hebreo rabínico mezclado de aljamía castellana, traducido, anotado e ilustrado con una introducción histórica, Imprenta de Fortanet, Madrid 1886, 115 págs. (publicado antes en el Boletín de la Real Academia de la Historia).
- Versión española con ampliaciones y notas de Alfredo J. Church, Historia de Cartago, El Progreso Editorial, Madrid 1889, XVI + 474 págs. • 2ª edición, 1889.
- Los lenguajes hablados por los indígenas del Norte y Centro de América (conferencia pronunciada el 29 de febrero de 1892, en las conmemoraciones del IV Centenario), Establecimiento tipográfico Sucesores de Rivadeneyra (Conferencias dadas en el Ateneo de Madrid), Madrid 1893, 112 páginas.[6] • En 1894 reunida con otras conferencias en la obra colectiva El continente americano.
- Los lenguajes hablados por los indígenas de la América Meridional (conferencia pronunciada el 16 de mayo de 1892, en las conmemoraciones del IV Centenario), Establecimiento tipográfico Sucesores de Rivadeneyra (Conferencias dadas en el Ateneo de Madrid), Madrid 1893, 80 páginas.[7]
- «Influencia de las lenguas y letras orientales en la cultura de los pueblos de la península Ibérica», Discursos leídos ante la Real Academia Española en la recepción... de D. Francisco Fernández y González él... 28 de enero de 1894 [contestación por Francisco A. Commelerán Gómez], El Progreso Editorial, Madrid 1894, 104 págs.
- Prólogo a El alma: estudios metafísicos, de José María Ruano y Corbo, La España Editorial, Madrid 1899, 231 págs.

## Galardones
- Primer premio de la Academia de la Historia en 1865.
- Premio de La Academia Española en 1867.
- Individuo de número de la Academia Española en 1889.